# Katedrala sv. Vida u Pragu
Katedrala svetog Vida, službeno Katedrala svetog Vida, Vaclava i Adalberta Praškoga (češ. Katedrála svatého Víta, Václava a Vojtěcha) je dominantna građevina na Praškom starom gradu. 
To je trobrodna gotička katedrala s tri tornja i sjedište praškog nadbiskupa. Suvremena građevina je građena u nekoliko etapa u godinama 1344. – 1419., 1490. – 1510., 1556. – 1593. i 1873. – 1929. (zapadni dio). Do godine 1997. bila je posvećena samo Sv. Vidu i zbog toga se koristi uglavnom skraćeni naziv „Katedrala svetog Vida“.
Ova katedrala je izvrstan primjer gotičke arhitekture te je najveća i najvažnija crkva u Češkoj. Smještena je u Praškom dvorcu i sadrži grobove mnogih čeških kraljeva i careva Svetog Rimskog Carstva. katedrala je u vlasništvu češke vlade kao dio kompleksa Praškog dvorca. Proporcije katedrale su 124 × 60 metara, glavni toranj je visok 96,5 metara, prednji tornjevi 82 m, a visina luka je 33,2 m.

## Galerija
- Glavni brod katedrale
- Vitraj
- Grob sv. Ivana Nepomuka
- Noćni snimak